# Murina puta
Murina puta är en fladdermusart som beskrevs av Kishida 1924. Murina puta ingår i släktet Murina och familjen läderlappar. Inga underarter finns listade i Catalogue of Life.
Arten når en kroppslängd (huvud och bål) av 59 till 61 mm, en svanslängd av 32 till 36 mm och den har 34 till 35 mm långa underarmar. Bakfötterna är 10 till 11 mm långa och öronen är 17 till 19 mm stora. Den långa och mjuka pälsen på ovansidan har en rödbrun färg och undersidans päls är ljusare. Även på benen, på fötterna och på svansflyghudens baksida förekommer hår. Murina puta har en bred skalle. Den första premolaren i överkäken är bara lite mindre än den andra premolaren.
Denna fladdermus lever endemisk i Taiwan. Den vistas där i tempererade bergsskogar. Arten hotas av skogsavverkningar. I den kinesiska rödlistan förtecknas den som starkt hotad. IUCN kategoriserar arten globalt som nära hotad.